# Larée
Larée település Franciaországban, Gers megyében. Lakosainak száma 237 fő (2022. január 1.). Larée Cazaubon, Lias-d’Armagnac, Marguestau és Monclar községekkel határos.

## Népesség
A település népességének változása:
| Lakosok száma | 273  | 223  | 230  | 232  | 232  | 232  | 230  | 233  | 238  | 237  |
|               | 1968 | 1982 | 1990 | 2006 | 2013 | 2015 | 2017 | 2019 | 2020 | 2022 |